# Głos zza grobu
Głos zza grobu (ang. The Dead Will Tell) – amerykański film telewizyjny, zrealizowany w 2004 roku przez Stephena T. Kaya (Boogeyman), w Polsce znany także pod tytułem Medium. W 2005 roku film zdobył dwie nominacje do Saturn Award jako najlepszy film telewizyjny oraz dla najlepszej aktorki w filmie telewizyjnym (Anne Heche).
W Polsce film dnia 7 lutego 2009 roku wyemitowała stacja TVP 1.

## Zarys fabuły
Emily Parker jest kobietą z ciężką przeszłością – gdy miała osiemnaście lat, jej rodzice zginęli w wypadku samochodowym, a ona trafiła w ciężkim stanie psychicznym do oddziału zamkniętego, ponieważ widziała rzeczy, które w rzeczywistości nie miały miejsca. Po latach Emily, już wyleczona, z wzajemnością zakochuje się w przystojnym Billym Hytnerze, który szybko jej się oświadcza. Okazuje się, że pierścionek zaręczynowy, zakupiony przez Billy'ego w jednym ze sklepów jubilerskich, należał do tragicznie zmarłej młodej kobiety. Emily zaczyna nawiązywać kontakt z duchem nieboszczki, a wkrótce odkrywa, że w sprawę jej śmierci zamieszani są rodzice Billy'ego.

## Obsada
- Anne Heche jako Emily Parker
- Jonathan LaPaglia jako Billy Hytner
- Kathleen Quinlan jako Beth Hytner
- Chris Sarandon jako Paul Hamlin
- Eva Longoria jako Jeanie
- David Andrews jako John Hytner
- Kate Jennings Grant jako Liz
- Leigh Jones jako Marie Salinger
- Gary Grubbs jako detektyw Ed Landry